# ان‌جی‌سی ۲۶۹
ان‌جی‌سی ۲۶۹ (انگلیسی: NGC 269) یک خوشه باز در ابر ماژلانی کوچک و در صورت فلکی توکان قرار دارد. این خوشه در ۵ نوامبر ۱۸۳۶ توسط جان هرشل کشف شد.